# Château de Noizé
Ne doit pas être confondu avec Château de Noizay.
Le château de Noizé est un manoir français situé au lieu-dit de Noizé  sur la commune de Soulaines-sur-Aubance dans le département de Maine-et-Loire.

## Histoire
Édifié en 1755, il fut incendié par les armées républicaines en juillet 1793 et reconstruit par la suite. C'est aujourd'hui un domaine privé.